# Saint-Privat-la-Montagne
Saint-Privat-la-Montagne é uma comuna francesa na região administrativa de Grande Leste, no departamento de Mosela. Estende-se por uma área de 5,84 km². Em 2010 a comuna tinha 1 939 habitantes (densidade: 332 hab./km²).